# 지영서
지영서(池令瑞, 1956년 4월 9일 ~ )는 대한민국의 아나운서로, 1979년 TBC 공채 아나운서 16기로 데뷔했다.

## 소개
그녀는 동양방송에 입사하여 아나운서로 활동한 후 1980년 언론통폐합으로 12월 1일 KBS에 입사하여 이후 KBS 아나운서실 라디오부 현업운영차장과 KBS 제주방송총국 아나운서부장을 지냈으며 2004년부터 2006까지 KBS 편성본부 아나운서실 한국어팀 초대팀장 역임. 이후 한국외국어대학교 언론정보학부, 교양학부 겸임교수. 2014년 KBS 퇴임 이후,한라대학교 산학협력단 조교수 재직 후 퇴임2021년8월

## 학력
- 정신여자고등학교
- 이화여자대학교 (가정관리학 / 학사)
- 한국외국어대학교 정치행정언론대학원 (언론학 / 석사)

## 경력
- 1980년 12월 ~ 1993년 4월 : KBS 아나운서실 아나운서
- 1993년 5월 ~ 1994년 4월 : KBS전주방송총국 아나운서부 아나운서
- 1995년 10월 ~ 1996년 9월 : KBS제주방송총국 아나운서부 부장
- 1996년 10월 ~ 2003년 5월 : KBS 아나운서실 현업운영 차장
- 2003년 5월 ~ 2004년 8월 : KBS 아나운서실 한국어연구부 부주간
- 2004년 8월 ~ 2006년 12월 : KBS 아나운서실 한국어팀 팀장
- 2006년 12월 ~ 2014년 6월 : KBS 아나운서실 한국어연구부 아나운서
- 2007년 3월 ~ 2008년 2월 : 한국외국어대학교 언론정보학부 겸임교수
- 2008년 3월 ~ 2014년 2월 : 한국외국어대학교 교양학부 겸임교수
- 2014년 9월 ~ 현재 : 한라대학교 산학협력단 조교수
- 2021년 1월 ~ 현재 : KBS 한민족방송 진행자

## 진행 프로그램

### TV 프로그램
- 《지금은 실버시대》
- 《행복한 시니어》
- 《건강 365》
- 《뉴스 투데이》(임시진행) (2000년 6월 5일 ~ 2000년 6월 7일)
- 《조영남이 만난 사람》- 내레이션

### 라디오 프로그램
- TBC FM 《FM대행진》
- EBS FM 《클래식 드라이브》
- EBS FM 《일요음악여행-클래식》
- EBS FM 《EBS 책 읽는 라디오 낭독 시리즈》
- KBS 한민족방송 《말 트고 마음 트고》

## 수상
- 1998년 : 제8회 아산효행대상 효문화부문
- 1998년 : 한국교열기자회 한국어문상 방송부문
- 2000년 : 국방부장관 표창
- 2003년 : 국무총리 표창
- 2005년 : 한글날 한글발전유공 대통령 표창
- 2006년 : 제10회 삼성언론상 특별상
- 2012년 : 이화언론인상